# Jastarnia
Jastarnia (in tedesco Heisternest) è una città polacca del distretto di Puck nel voivodato della Pomerania.
Ricopre una superficie di 8 km² e nel 2007 contava 3 996 abitanti.

## Geografia antropica

### Gemellaggi
Jastarnia è gemellata con:
- Baabe,  Germania
- Elbe-Parey,  Germania

- Wisła,  Polonia
- Wałbrzych,  Polonia